# Gemeentehuis van Diepenheim
Het gemeentehuis van Diepenheim is een monumentaal pand aan de Grotestraat 19 in de Overijsselse plaats Diepenheim, dat dienstgedaan heeft als bestuurscentrum van de voormalige gemeente Diepenheim.

## Beschrijving
Het eclectische bouwwerk werd ontworpen door Jan Coenraad Meijer uit Goor. De aanbesteding vond plaats in december 1880. In 1881 werd het gemeentehuis gerealiseerd. Het gebouw heeft een symmetrische - in een neoclassicistische stijl - vormgegeven voorgevel. De ingangspartij bevindt zich in het middenrisaliet. Boven de ingang is het wapen van de voormalige gemeente in een ronde omlijsting aangebracht. Daarboven - eveneens in een ronde omlijsting - bevindt zich een uurwerk. Het risaliet wordt bekroond met een dakruiter met windvaan. In de dakruiter bevinden zich twee klokken. De ene klok is gemaakt door Gerrit Schimmel in 1619. De andere klok dateert uit de 17e of 18e eeuw. In de voorgevel en zijgevels zijn opvallende elementen de rondboogramen. Onder de dakranden bevinden zich twee friezen met bogen, trigliefen en metopen als decoratieve elementen. Het gebouw is, op de grijze plint na, voorzien van een witte pleisterlaag.
Het gebouw is in 1999 aangewezen als rijksmonument. Volgens de Rijksdienst voor het Cultureel Erfgoed is de erkenning als rijksmonument gebaseerd op de oorspronkelijke functie van het gebouw, de eclectische bouwstijl met bijzondere detaillering en de beeldbepalende ligging.
Sinds de jaren tachtig van de 20e eeuw heeft het gebouw een andere bestemming gekregen. Er was een galerie in gevestigd. Later heeft het gebouw een kantoorbestemming gekregen.